# Lina Nilsson
Lina Nilsson (Ystad, 17 giugno 1987) è un'ex calciatrice svedese, difensore del Rosengård per undici stagioni.
Dal 2006 gioca con la principale squadra di calcio femminile della città di Malmö, con la quale nelle sue diverse denominazioni ha conquistato cinque titoli nazionali, una Coppa di Svezia e quattro Supercoppe. Per otto anni, tra il 2008 e il 2016, ha inoltre indossato la maglia della nazionale svedese con la quale, nel Mondiale di Germania 2011, ha conquistato un terzo posto.

## Palmarès
- Damallsvenskan: 5

LdB FC Malmö: 2010, 2011, 2013
Rosengård: 2014, 2015
- Svenska Cupen damer: 1

Rosengård: 2016
- Supercupen damer: 4

LdB FC Malmö: 2011, 2012
Rosengård: 2015, 2016